# Las mujeres ya no lloran
Las mujeres ya no lloran es el duodécimo álbum de estudio de la cantautora colombiana Shakira. Fue lanzado el 22 de marzo de 2024 a través de Ace Entertainment y Sony Music Latin, siendo su primer álbum de estudio en casi siete años, desde El Dorado (2017).
El álbum consta de 16 pistas. Las ediciones en vinilo incluyen una versión alternativa de la pista 1 «Puntería» con Cardi B, que aparece como pista 17 en los vinilos y también en las versiones digitales del mismo. Además, el álbum cuenta con nueve sencillos exitosos.
El álbum se inspira principalmente en las experiencias de Shakira en torno a su ruptura con el futbolista Gerard Piqué y describe su transformación del desamor en fortaleza. Principalmente un disco de pop, emplea una diversa gama de géneros musicales, incluyendo EDM, rock, reguetón, bachata, regional mexicano y afrobeats. Shakira contó con las colaboraciones de Cardi B, Rauw Alejandro, Manuel Turizo, Grupo Frontera, Ozuna, Karol G y Fuerza Regida, así como de sus hijos Milan y Sasha.
Shakira lanzó siete sencillos de Las mujeres ya no lloran a lo largo de dos años. El sencillo principal, «Te felicito» con Rauw Alejandro, alcanzó el número uno en Argentina y el top diez en todo Latinoamérica, y fue certificado trece veces platino (latino) en Estados Unidos. El álbum también incluye las colaboraciones «Shakira: BZRP Music Sessions, Vol. 53» con Bizarrap y «TQG» con Karol G, que llegaron a los diez primeros puestos de la lista estadounidense Billboard Hot 100 y la lista Billboard Global 200, y encabezaron la lista Hot Latin Songs durante cinco semanas cada una.
Las mujeres ya no Lloran recibió críticas positivas de la crítica musical, que elogiaron la exploración de géneros musicales y la vulnerabilidad de las letras. Tras su publicación, el álbum debutó en el número uno en Argentina y España, y entre los diez primeros en Austria, Portugal y Suiza. En Estados Unidos, alcanzó el número uno en Top Latin Albums y el número trece en Billboard 200, y fue certificado siete veces platino (latin) por la Recording Industry Association of America (RIAA). El 2 de febrero de 2025, recibió el Grammy a Mejor Álbum Pop Latino.

## Antecedentes y lanzamiento
Tras el lanzamiento de su undécimo álbum de estudio El dorado (2017) y la gira El Dorado World Tour (2018), Shakira continuó lanzando más sencillos, como «Me gusta» con Anuel AA, «Girl Like Me» con Black Eyed Peas, su canción en solitario «Don't Wait Up», entre otras; y también actuó en el espectáculo del medio tiempo del Super Bowl LIV con Jennifer Lopez. 
En abril de 2022, la cantante lanzó «Te felicito» como el sencillo debut del álbum, que también anunció la cantante que es un «abreboca del álbum». Durante el mismo año, la cantante se enfrentó a un proceso por evasión de impuestos en España y el divorcio de Gerard Piqué, finalizado a mediados del 2022. Asimismo, la cantante continuó lanzando más canciones, especialmente con referencias a Piqué, como su «BZRP Music Sessions, Vol. 53» que hizo con el productor argentino Bizarrap, y que se convertiría en un gran éxito, rompiendo muchos récords y debutando en varias listas, así como su otro éxito con la cantante colombiana Karol G en «TQG».
En marzo de 2023, se especuló y comenzó a rumorearse el nuevo álbum de Shakira, otros especulaban que se titularía Catarsis pero la mayoría rumoreó que se titularía Deseo inherente debido a una imagen filtrada que mostraba una lista de 19 canciones y apariciones de artistas como Bad Bunny, Rosalía, Coldplay, Ed Sheeran, J Balvin, entre otros, pero la mayoría de gente dudaba de la filtración debido a que ya habían ocurrido varias veces que filtraban álbumes y al final eran un engaño. Esto al final resultó siendo falso, por el lanzamiento de su canción «Acróstico» que no aparecía en la lista de canciones de la foto filtrada. Aun así, todavía se siguió especulando que el próximo álbum de la cantante podría ser lanzado en ese mismo año, 2023.
A mediados de noviembre del mismo año, tras ganar un Latin Grammy a la Canción del Año por el éxito de su «BZRP Music Sessions #53», luego anunció nuevos detalles adicionales del álbum en una entrevista de la revista ¡Hola!, donde decía «Ahora mismo estoy cerrando un álbum que me tiene muy entusiasmada, con canciones que la gente ya conoce y otras que aún no he lanzado».
El 11 de febrero de 2024, la cantante hizo un importante anuncio durante el Super Bowl con el mensaje «Estén atentos», por lo cual se volvió a rumorear que esto podía ser el anuncio de una nueva canción y/o el nuevo álbum de Shakira. Finalmente, el 15 de febrero, la cantante reveló oficialmente a través de sus redes sociales el título del álbum, cuatro portadas distintas, la fecha de lanzamiento programada para el 22 de marzo y la lista de canciones (que solo de la pista 9 a la 15 ha revelado, las cuales ya fueron lanzadas), hasta que más tarde, el 29 de febrero de ese mismo año, terminó de revelar todas las canciones de su track-list completo.

## Título
Las mujeres ya no lloran reflexiona sobre la transformación que ha estado atravesando desde el lanzamiento de su último álbum. La cantante describe el proceso creativo como «alquímico». Mientras escribía canciones «se reconstruía» y cantarlas convertía sus lágrimas «en diamantes» y su «vulnerabilidad en fuerza». El título del álbum es una letra extraída de su colaboración con Bizarrap en su Music Sessions en 2023.

## Composición
El álbum tiene 16 canciones. La primera mitad del disco se compone por canciones inéditas, mientras que la segunda mitad se compone por sencillos de la cantante ya lanzados anteriormente. También el disco incluye una remezcla y para las versiones digitales y en vinilo incluye una nueva versión de una pista.

### Canciones
El álbum comienza con «Puntería» que cuenta con la colaboración de la rapera estadounidense Cardi B. Dicha pista tiene dos versiones, la otra versión, disponible en vinilo y ediciones digitales, se usa como pista de cierre del álbum. Es una canción de electropop que combina elementos de synthwave y música disco, y su letra explora temas de deseo, atracción y la inevitabilidad de enamorarse de alguien que sabe como apuntar a tus vulnerabilidades. Le sigue «La fuerte» es una colaboración con el productor argentino Bizarrap y la segunda entre ambos; también es una canción de electropop pero con elementos de EDM y su letra explora las emociones de anhelo, arrepentimiento y resiliencia en un después de la ruptura o relación perdida. El disco sigue continuando con su tercer pista «Tiempo sin verte», descrita como «pop rock de los 80s y 90s». Líricamente, alude a una relación pasada. La cuarta pista «Cohete» con el cantautor puertorriqueño Rauw Alejandro, descrita con «puro bajo y beat» con un «pop más ligero, sonido retro y poco funk» «mezclado dentro de un contexto dance y electrónico». La letra explora temas de pasión, deseo y escape dentro de una relación romántica y habla sobre una conexión profunda entre dos individuos que están destinados a estar juntos, casi como si las estrellas se alinearan cada vez que se encuentran. La quinta pista «(Entre paréntesis)» junto a la banda mexicano-estadounidense Grupo Frontera, es una canción melancólica de cumbia norteña y elementos de música tejana y su lírica explora las complejidades de una relación fallida, resaltando las señales que indican una falta de amor y compromiso. Le sigue la sexta pista «Cómo, dónde y cuándo» en el cual la cantante regresa a sus sonidos del rock. Sus letras exploran temas de escapismo, valorar el momento presente y la importancia de la compañía en medio de los desafíos de la vida. «Nassau», es la séptima pista y una canción de afrobeats con una suave melodía tropical y su letra tiene expectativas de que revelaría un nuevo romance de la cantante. La octava pista, «Última» una balada que tiene referencias a su expareja Gerard Piqué, la cantante reveló que está sería la última canción que le dedica a su ex. La novena pista «Te felicito» otra colaboración junto al cantante puertorriqueño Rauw Alejandro, es una canción de electropop, dance pop y reguetón que tiene líricas que tratan sobre reconocer el falso amor y poder seguir adelante. Le sigue la décima pista «Monotonía», una colaboración junto al cantautor puertorriqueño Ozuna. Es una bachata que habla sobre una relación deteriorada que cayó víctima de la monotonía. La undécima pista «Shakira: BZRP Music Sessions, Vol. 53» su sesión que la cantante hizo con Bizarrap, es una canción de electropop, EDM, synthwave y disco de ritmo medio, con indirectas a su expareja Gerard Piqué. Estas indirectas continúan en la duodécima pista «TQG» junto a su cantautora compatriota Karol G en una canción de reguetón que también tiene indirectas al ex de Karol G, Anuel AA. La decimotercera pista «Acróstico» que tiene dos versiones: una en solitario y otra con sus hijos Milán y Sasha. Es otra balada que, líricamente, hace alusión al pasado que dejan atrás como familia. La decimocuarta pista «Copa vacía» junto al cantante también compatriota Manuel Turizo, es una canción de reguetón, y casi al final de la canción tiene un cambio repentino al trap. Líricamente, explora el anhelo y la insatisfacción en una relación donde las necesidades de una persona no se están cumpliendo. Le sigue continuando con la decimoquinta pista «El jefe» junto a la banda mexicano-estadounidense Fuerza Regida. Es una polca trepidante con instrumentación sierreña sinaloense y es una canción de protesta que critica la desigualdad social abordando también temas como la migración de gente latina hacia Estados Unidos, la discriminación laboral y el trabajo mal renumerado. El álbum cierra con el remix de «Shakira: BZRP Music Sessions, Vol. 53» hecha por el DJ neerlandés Tiësto.

## Sencillos
«Te felicito», una colaboración con el cantante puertorriqueño Rauw Alejandro, fue lanzado como sencillo principal el 21 de abril de 2022. La canción alcanzó el número 11 en la lista Billboard Global 200 y tuvo éxito en toda Latinoamérica, donde se convirtió en el primer sencillo número uno de Shakira en la lista Billboard Argentina Hot 100 y llegó al top 10 en Bolivia, Brasil, Chile, Colombia, Ecuador, México, Panamá, Perú y España. En Estados Unidos, alcanzó el número 67 en Billboard Hot 100 y el número 10 en Hot Latin Songs.
«Monotonía», una colaboración con el cantante puertorriqueño Ozuna, se lanzó como segundo sencillo del álbum el 19 de octubre de 2022. La canción alcanzó el número 18 en la lista Billboard Global 200 y llegó a la lista de los diez primeros en Argentina, Bolivia, Chile, Colombia, Ecuador, México, Perú y España. En Estados Unidos, alcanzó el número 65 en la lista Billboard Hot 100 y el número tres en Hot Latin Songs.
«Acróstico» se lanzó como quinto sencillo del álbum el 11 de mayo de 2023. La canción alcanzó el número 12 en la lista Billboard Global 200 y encabezó las listas en Colombia y España, mientras que llegó a la lista de los diez primeros en Bolivia, Ecuador y Perú. En Estados Unidos, alcanzó el número 84 en la lista Billboard Hot 100 y el 16 en Hot Latin Songs.
«Copa vacía», una colaboración con el cantante colombiano Manuel Turizo, se lanzó como sexto sencillo del álbum el 29 de junio de 2023. La canción alcanzó el número 55 en la lista Billboard Global 200 y entró en el top 20 de las listas de toda Latinoamérica. En Estados Unidos, no entró en la lista Billboard Hot 100 pero alcanzó el número 31 en Hot Latin Songs.
«El jefe», una colaboración con la banda estadounidense de música regional mexicana Fuerza Regida, fue lanzado como el séptimo sencillo del álbum el 20 de septiembre de 2023. La canción alcanzó el número 24 en la lista Billboard Global 200 y entró en la lista de los diez primeros en Colombia y México. En Estados Unidos, alcanzó el número 55 en la lista Billboard Hot 100 y el número cuatro en Hot Latin Songs.
«Puntería», una colaboración con la rapera estadounidense Cardi B, se publicó simultáneamente con el álbum el 22 de marzo de 2024 como octavo sencillo. USA Today señaló que «sobre un insistente ritmo de pista de baile, la canción bilingüe, cambia entre Shakira cantando sobre estar cautivada incluso cuando todo lo malo parece correcto y algunos rapeos picantes característicos de Cardi B».
«(Entre paréntesis)» una colaboración con la banda regional mexicana Grupo Frontera, fue lanzada como noveno sencillo tan solo 3 días después del lanzamiento del álbum, el 25 de marzo de 2024.
«Última» fue lanzada como sencillo promocional el 5 de octubre del 2024.

### Otras canciones
Las mujeres ya no lloran también incluye la canción Shakira: BZRP Music Sessions, Vol. 53, lanzada como parte de la serie Bzrp Music Sessions del productor argentino Bizarrap a través del sello independiente Dale Play. La canción tuvo un gran éxito comercial en todo el mundo y rompió cuatro Guinness World Records, incluido el de la canción latina más reproducida en Spotify y YouTube en 24 horas. Alcanzó el número dos en el Billboard Global 200, convirtiéndose en el primer sencillo de Shakira en estar entre los diez primeros a nivel mundial desde el inicio de la lista en 2020. Alcanzó el número nueve en el Billboard Hot 100 y encabezó la lista Hot Latin Songs durante cinco semanas, convirtiéndose en el sexto sencillo top ten de Shakira en los EE. UU. y el primer sencillo en español de una vocalista femenina en ingresar a la lista de los diez primeros en la historia.
Además, el álbum incluye TQG, una colaboración con la cantante colombiana Karol G lanzada por Universal Latino como el quinto sencillo del cuarto álbum de estudio de esta última, Mañana Será Bonito (2023). La canción alcanzó el número uno en el Billboard Global 200, convirtiéndose en el primer sencillo número uno de ambas artistas. Alcanzó la posición número siete en el Billboard Hot 100 y encabezó la lista Hot Latin Songs durante cinco semanas, convirtiéndose en el séptimo sencillo top ten de Shakira en los EE. UU. y su segundo en 2023. Con esto, Karol G y ella rompieron el récord mundial Guinness para la canción femenina en español con mayor posición en el Hot 100.

## Promoción
El 26 de marzo, durante la semana de lanzamiento del álbum, Shakira ofreció un espectáculo pop-up en Times Square que congregó a un público récord de unas 40.000 personas. Interpretó «Te felicito», «TQG», «Shakira: BZRP Music Sessions, Vol. 53», «Cómo, dónde y cuándo» y «Puntería» del álbum, así como «Hips Don't Lie»,y tocó un bajo mientras actuaba.
El 12 de abril de 2024, Shakira se unió al set de Bizarrap en Coachella, interpretando sus dos colaboraciones «La fuerte» y «Shakira: BZRP Music Sessions, Vol. 53» y anunciando que su gira mundial Las Mujeres Ya No Lloran World Tour comenzará en noviembre de 2024. Las primeras fechas norteamericanas se anunciaron el 16 de abril de 2024.
El 14 de julio, Shakira se presentó en el partido final de la Copa América 2024 disputado entre Argentina y Colombia, en donde la barranquillera fue la protagonista del show de clausura del torneo durante el entretiempo del partido y presentó «Te felicito», «TQG» y «Puntería», siendo precedidas por «Hips Don't Lie».
El 2 de febrero de 2025, Shakira asistió a la 67.ª edición de los Premios Grammy en donde fue galardonada con el premio de Mejor Álbum Pop Latino por Las mujeres ya no lloran. Durante la ceremonia, interpretó «Shakira: BZRP Music Sessions, Vol. 53» acompañada de un coro religioso, antecedida por un remix de «Ojos así», canción perteneciente a su álbum de 1998, ¿Dónde están los ladrones?.
El 11 de febrero, Shakira dio inicio a una gira de conciertos para promocionar el álbum a nivel mundial, Las Mujeres Ya No Lloran World Tour, en donde presenta gran parte del material del disco en directo, junto con los éxitos de álbumes previos.
El 20 de febrero, durante la transmisión de la gala de Premios Lo Nuestro 2025, Shakira interpretó «Última» desde el escenario de Las Mujeres Ya No Lloran World Tour en la ciudad de Barranquilla.

## Recepción de la crítica
Las mujeres ya no lloran recibió críticas en su mayoría positivas de críticos musicales. En Metacritic, que asigna una calificación media ponderada sobre 100 a las reseñas de los críticos principales, el álbum recibió una puntuación promedio de 74, basada en ocho reseñas.
Andrea Romero de Los 40 aplaudió a Shakira por tener en el disco «quizás los versos más sinceros, íntimos y explícitos de toda su carrera musical». Jon Pareles de The New York Times señaló como la mayor parte del álbum «trata de altibajos románticos, perfeccionados en estructuras pop nítidas y melodiosas», y diciendo cómo Shakira continúa en su «carrera, su larga inclinación por reunir música y colaboradores de toda América» mientras sirve a una amplia variedad de géneros musicales.
Emma Harrison de Clash le dio al álbum un 8 sobre 10 y lo describió como «revelador, crudo pero resplandeciente en todo momento, Las mujeres ya no lloran es uno de los mejores álbumes de Shakira hasta la fecha y es un testimonio apropiado de su fuerza y resistencia al convertir lo que era una situación devastadora en un hermoso trabajo». También señaló que «la Loba ha regresado y está aullando más fuerte y más orgullosa que nunca». Lucas Villa de NME señala que «después de pasar por uno de las rupturas de celebridades más devastadoras de esta década, Shakira ha convertido su angustia en oro del pop mundial...» con una reseña de 4 estrellas. Rolling Stone señaló que «en un panorama musical latino abarrotado, el primer álbum de Shakira en 7 años reafirma su relevancia y dominio». Variety calificó el álbum como «una odisea de la música pop latina» y señaló que Las mujeres ya no lloran es el testimonio actualizado de la trayectoria exitosa de [Shakira].
Alexis Petridis de The Guardian hizo una crítica negativa del álbum, lamentando que el disco «se conforma con entrar por un oído y salir por el otro sin dejar mucha huella [...] el estado de mediocridad sublime en el que gran parte del pop actual opta por operar».
Algunos críticos, entre ellos Suzy Exposito de Rolling Stone y Neil Z. Yeung de AllMusic, lamentaron el excesivo número de sencillos prelanzados y el listado de canciones, considerándolo un mixtape o un álbum de grandes éxitos más que como un álbum de estudio.

## Desempeño comercial
Las mujeres ya no lloran debutó en el puesto 13 en el Billboard 200 de Estados Unidos, con 34.000 unidades equivalentes a álbumes vendidos durante su primera semana. Fue el segundo álbum más vendido de la semana, con alrededor de 15.000 copias vendidas (de las cuales 6.000 eran LP de vinilo), además de acumular 26,73 millones de reproducciones oficiales bajo demanda. Debutó en el número uno en las listas Top Latin Albums y Top Latin Pop Albums, convirtiendo a Shakira en la primera mujer con álbumes número uno en cuatro décadas en las Listas de álbumes latinos de Billboard.
Las mujeres ya no lloran debutó en la cima de la lista de álbumes en español de España, convirtiéndose en su primer álbum número uno desde Sale el sol (2010). En Argentina, el álbum también debutó en la posición número uno y se mantuvo en la cima durante una semana más.

## Premios y nominaciones
| Ceremonia                | Año  | Categoría                         | Resultado | Ref.   |
| ------------------------ | ---- | --------------------------------- | --------- | ------ |
| Premios Grammy Latinos   | 2024 | Álbum del año                     | Nominado  | [ 91 ] |
| Premios Grammy           | 2025 | Mejor álbum de pop latino         | Ganador   | [ 92 ] |
| Premios Odeón            | 2025 | Mejor álbum latino                | Ganador   | [ 93 ] |
| Premios Lo Nuestro       | 2025 | Álbum del año                     | Ganador   | [ 94 ] |
| Premios Lo Nuestro       | 2025 | Álbum del año – Pop urbano        | Ganador   | [ 94 ] |
| iHeartRadio Music Awards | 2025 | Álbum del año latino – Pop urbano | Ganador   | [ 95 ] |
| Premios Nuestra Tierra   | 2025 | Mejor álbum del año               | Pendiente | [ 96 ] |

## Lista de canciones
Las pistas 9 a 15 de la lista de canciones se revelaron el 15 de febrero de 2024. Las canciones restantes se revelaron el 29 de febrero de 2024.

| Las mujeres ya no lloran – edición física |                                                                      |                  |          |  |
| N.º                                       | Título                                                               | Producer(s)      | Duración |  |
| 1.                                        | «Puntería» (con Cardi B)                                             | David Stewart    | 3:01     |  |
| 2.                                        | «La Fuerte» (con Bizarrap)                                           | Bizarrap         | 2:44     |  |
| 3.                                        | «Tiempo Sin Verte»                                                   | Tainy            | 3:16     |  |
| 4.                                        | «Cohete» (con Rauw Alejandro)                                        | Shakira          | 2:52     |  |
| 5.                                        | «(Entre Paréntesis)» (con Grupo Frontera)                            | Edge             | 2:48     |  |
| 6.                                        | «Cómo Dónde y Cuándo»                                                | Albert Hype      | 2:59     |  |
| 7.                                        | «Nassau»                                                             | Tainy            | 2:36     |  |
| 8.                                        | «Última»                                                             | Ciey             | 2:58     |  |
| 9.                                        | «Te Felicito» (con Rauw Alejandro)                                   | Shakira          | 2:52     |  |
| 10.                                       | «Monotonía» (con Ozuna)                                              | Shakira          | 2:41     |  |
| 11.                                       | «Shakira: BZRP Music Sessions, Vol. 53» (con Bizarrap)               | Bizarrap         | 3:37     |  |
| 12.                                       | «TQG» (con Karol G)                                                  | Ovy on the Drums | 3:19     |  |
| 13.                                       | «Acróstico» (Milan + Sasha)                                          | Shakira          | 2:51     |  |
| 14.                                       | «Copa Vacía» (con Manuel Turizo)                                     | Shakira          | 2:54     |  |
| 15.                                       | «El Jefe» (con Fuerza Regida)                                        | Shakira          | 2:50     |  |
| 16.                                       | «Shakira: Bzrp Music Sessions, Vol. 53» (Tiësto remix; con Bizarrap) | Tiësto           | 3:36     |  |
| 48:00                                     |                                                                      |                  |          |  |

| Las mujeres ya no lloran – edición digital |                                         |               |          |  |
| N.º                                        | Título                                  | Producer(s)   | Duración |  |
| 17.                                        | «Puntería» (vinyl version; con Cardi B) | David Stewart | 3:09     |  |
| 51:13                                      |                                         |               |          |  |

## Posicionamiento en listas
| Lista (2024)                         | Mejor posición |
| ------------------------------------ | -------------- |
| Argentina (CAPIF)                    | 1              |
| Austria (Ö3 Austria)                 | 8              |
| Bélgica (Ultratop Flandes)           | 22             |
| Bélgica (Ultratop Valonia)           | 14             |
| Canadá (Billboard Canadian Albums)   | 73             |
| Países Bajos (Album Top 100)         | 24             |
| Francia (SNEP)                       | 12             |
| Alemania (Offizielle Top 100)        | 15             |
| Hungría (MAHASZ)                     | 33             |
| Italia (FIMI)                        | 27             |
| Escocia (Scottish Albums Chart)      | 41             |
| España (Promusicae)                  | 1              |
| Suiza (Schweizer Hitparade)          | 4              |
| Reino Unido (UK Album Downloads)     | 22             |
| Reino Unido UK Albums Sales (OCC)    | 32             |
| Reino Unido UK Physical Albums (OCC) | 33             |
| Estados Unidos (Billboard 200)       | 13             |
| Estados Unidos (Latin Pop Albums)    | 1              |
| Estados Unidos (Top Latin Albums)    | 1              |

## Certificaciones
| País           | Organismo certificador | Certificación      | Ventas  | Ref.    |
| -------------- | ---------------------- | ------------------ | ------- | ------- |
| Brasil         | Pro-Música Brasil      | Platino            | 40 000  | [ 120 ] |
| Canadá         | Music Canada           | Oro                | 40 000  | [ 121 ] |
| España         | PROMUSICAE             | Platino            | 40 000  | [ 122 ] |
| Estados Unidos | RIAA                   | 8× Platino (Latin) | 460 000 | [ 123 ] |
| México         | AMPROFON               | 2× Platino + Oro   | 350 000 | [ 124 ] |

## Historial de lanzamiento
| Región | Fecha               | Formato(s)                          | Versión  | Discográfica     | Ref.    |
| ------ | ------------------- | ----------------------------------- | -------- | ---------------- | ------- |
| Varios | 22 de marzo de 2024 | CD, LP, descarga digital, streaming | Estándar | Sony Music Latin | [ 125 ] |